# Uscita di sicurezza (fumetto)
Uscita di sicurezza, edito anche come Le scappatelle del sig. Lopez (Las puertitas del señor López), è una serie a fumetti realizzata da Carlos Trillo e Horacio Altuna. La serie ha avuto una trasposizione cinematografico nel 1988. Il titolo originale, Las puertitas del senor Lopez, si riferisce alle fughe del protagonista dal mondo reale. Ha vinto nel 1979 il premio Yellow Kid.

## Storia editoriale
La serie di 38 episodi venne pubblicata originariamente pubblicato sulle riviste argentine El Péndulo e Humor dal 1979 al 1982. In Italia venne pubblicato dalla Eura Editoriale nel 1985 sulla rivista Lanciostory, poi ristampato nel 1987, con il titolo Uscita di sicurezza e poi una selezione delle storie in due volumi nella collana Euracomix; venne poi ripubblicato nel 2009 in volume dalla Planeta DeAgostini con il titolo "Le scappatelle del signor Lopez".

## Trama
La serie è composta da storie brevi con pochi dialoghi e ha come protagonista il signor Lopez, un modesto impiegato dalla vita triste e monotona, al quale però, aprendo la porta di un bagno qualsiasi, si spalanca un mondo nel quale evadere; purtroppo neanche in questo altro mondo riusce a combinare granché e alla fine dovrà sempre tornare sconsolato alla sua realtà precedente; le vicende vissute nel nuovo mondo sono collegate a quelle del mondo originario ma trasfigurate o guardate da altre angolazioni.

## Trasposizioni in altri media
Cinema
- Il giardino segreto del signor Lopez (Las puertitas del senor Lopez), diretto da Alberto Fischerman

## Riconoscimenti
- Premio Yellow Kid al Salone Internazionale dei Comics (1979)[3]